# Jikradia melanotus
Jikradia melanotus är en insektsart som beskrevs av Spångberg 1878. Jikradia melanotus ingår i släktet Jikradia och familjen dvärgstritar.

## Underarter
Arten delas in i följande underarter:
- J. m. bahamensis
- J. m. costaricensis